# Thỏ sông
Thỏ sông (danh pháp hai phần: Bunolagus monticularis) là một loài động vật có vú trong họ Leporidae, bộ Thỏ. Loài này được Thomas mô tả năm 1903.